# 2013年东南亚运动会羽毛球比赛
2013年东南亚运动会的羽毛球比賽已经在2013年12月10日至14日举行，地点在緬甸首都内比都。

## 奖牌榜

### 奖牌统计
| 排名 | 国家／地区        | 金牌 | 银牌 | 铜牌 | 總數 |
| ---- | ----------------- | ---- | ---- | ---- | ---- |
| 1    | 印度尼西亚（INA） | 3    | 3    | 1    | 7    |
| 2    | 泰国（THA）       | 1    | 2    | 3    | 6    |
| 3    | 马来西亚（MAS）   | 1    | 0    | 3    | 4    |
| 4    | 越南（VIE）       | 0    | 0    | 2    | 2    |
| 5    | 新加坡（SIN）     | 0    | 0    | 1    | 1    |
| 总数 | 总数              | 5    | 5    | 10   | 20   |

### 项目
| 项目              | 金牌                                                   | 银牌                                                           | 铜牌                                              |
| 男子单打 （詳細） | 達農沙·森頌汶素 · 泰国（THA）                          | 狄奧尼修斯·哈永·倫巴卡 · 印度尼西亚（INA）                     | 阮進明 · 越南（VIE）                              |
| 男子单打 （詳細） | 達農沙·森頌汶素 · 泰国（THA）                          | 狄奧尼修斯·哈永·倫巴卡 · 印度尼西亚（INA）                     | 威斯奴·尤利·普拉塞特约 · 印度尼西亚（INA）        |
| 女子单打 （詳細） | 貝拉特里克斯·瑪努布蒂 · 印度尼西亚（INA）              | 布桑蘭·恩布魯龐 · 泰国（THA）                                  | 妮查恩·金達蓬 · 泰国（THA）                       |
| 女子单打 （詳細） | 貝拉特里克斯·瑪努布蒂 · 印度尼西亚（INA）              | 布桑蘭·恩布魯龐 · 泰国（THA）                                  | 武氏妆 · 越南（VIE）                              |
| 男子双打 （詳細） | 印度尼西亚（INA） · 安加·普拉塔瑪 · 利安·阿剛·薩普特拉 | 印度尼西亚（INA） · 貝里·安格里亞萬 · 里奇·卡蘭達·蘇華迪       | 马来西亚（MAS） · 林欽華 · 区耀汉                 |
| 男子双打 （詳細） | 印度尼西亚（INA） · 安加·普拉塔瑪 · 利安·阿剛·薩普特拉 | 印度尼西亚（INA） · 貝里·安格里亞萬 · 里奇·卡蘭達·蘇華迪       | 马来西亚（MAS） · 吳偉申 · 张国祥                 |
| 女子雙打 （詳細） | 马来西亚（MAS） · 溫可微 · 許嘉雯                      | 印度尼西亚（INA） · 尼蒂婭·克里欣達·馬赫斯瓦里 · 格雷西婭·波利 | 泰国（THA） · 沙西麗·德拉達那猜 · 普蒂塔·素帕猜恭 |
| 女子雙打 （詳細） | 马来西亚（MAS） · 溫可微 · 許嘉雯                      | 印度尼西亚（INA） · 尼蒂婭·克里欣達·馬赫斯瓦里 · 格雷西婭·波利 | 新加坡（SIN） · 欣塔·穆利亞·薩里 · 姚蕾           |
| 混合双打 （詳細） | 印度尼西亚（INA） · 穆罕默德·雷扎 · 戴比·蘇珊托        | 泰国（THA） · 瑪尼蓬·宗集 · 沙西麗·德拉達那猜                  | 泰国（THA） · 尼迪蓬·潘普佩克 · 普蒂塔·素帕猜恭   |
| 混合双打 （詳細） | 印度尼西亚（INA） · 穆罕默德·雷扎 · 戴比·蘇珊托        | 泰国（THA） · 瑪尼蓬·宗集 · 沙西麗·德拉達那猜                  | 马来西亚（MAS） · 陳毅權 · 賴沛君                 |